# Sophia Eudokia Laskarina
Sophia Eudokia Laskarina (1210/12-1247/53) was een dochter van Byzantijns keizer Theodoros I Laskaris en zijn eerste echtgenote Anna Angelina van Byzantium. Zij was eerst verloofd met Robert van Courtenay, keizer van Constantinopel. Het huwelijk werd echter verboden door de patriarch van Nicea vanwege bloedverwantschap. Daarna was ze verloofd met, of mogelijk de eerste echtgenote van, Frederik II van Oostenrijk, die echter in 1229 de verloving verbrak of haar verstootte. Sophia Eudokia trouwde vervolgens in 1230 met Anseau van Cayeux, die in 1238 regent van het Latijnse Keizerrijk werd en in 1240 gouverneur van Tsurudos in Klein-Azië. Haar verlovingen en haar huwelijk waren onderdeel van vredesonderhandelingen tussen het Keizerrijk Nicea en het Latijnse Keizerrijk.
Sophia Eudokia had in ieder geval één kind, Eudocia (Marie) de Cayeux.